# Bardaï
Bardaï è un comune del Ciad, situato nella provincia di Tibesti. È il capoluogo del dipartimento di Bardaï.

## Storia
Bardai è stato abitato in passato da tribù nomadi.
Tuttavia, la città fu annessa all'impero Kanem-Bornu fino al 1846, quando l'impero fu sciolto e si divise in piccoli regni sudanesi che vennero annessi dall'impero francese nel 1890, divenendo una colonia della Francia
Il primo europeo che è andato a Bardaï è stato l'esploratore tedesco Gustav Nachtigal. Raggiunse Bardaï l'8 agosto 1869 ma dovette fuggire il 3-4 settembre a causa dell'atteggiamento ostile della popolazione locale dei Tebu. La città fu occupata dai Turchi Ottomani. Tra il 1908 e il 1911, avevano 60 uomini e sei cannoni a Bardaï. 
Bardaï è venuto all'attenzione internazionale nel 1974, quando un gruppo ribelle, guidato da Hissène Habré, attaccò la città e catturò una archeologa francese, Françoise Claustre, e altri due cittadini europei. I ribelli stabilirono qui una stazione radio antifrancese durante la guerra civile, conosciuta come la "Voce della Liberazione del Ciad", o Radio Bardaï. Un governo di opposizione guidato da Goukouni Oueddei fu istituito qui con il sostegno dell'esercito libico all'inizio degli anni '80. Nel dicembre 1986, le forze Habré attaccarono i libici a Bardaï. 
Fino al 2002, tutti i territori attorno a Bardaï, risultavano minati, al punto che per lungo tempo risultò difficile qualsiasi approvvigionamento o accesso via terra. Vi si poteva accedere esclusivamente via aerea.  
La lingua Tedaga è parlata nell'area Bardaï del Ciad settentrionale, sebbene la lingua Dazaga sia una lingua secondaria. La città è servita dall'aeroporto Zougra.

## Sport
Sebbene a Bardaï e in tutto il Ciad il calcio sia molto praticato, non c'è una squadra molto forte in quella zona. Tuttavia, la squadra di calcio di Bardai è il General Sal Football club.